# Stadt-Apotheke (Wiesloch)

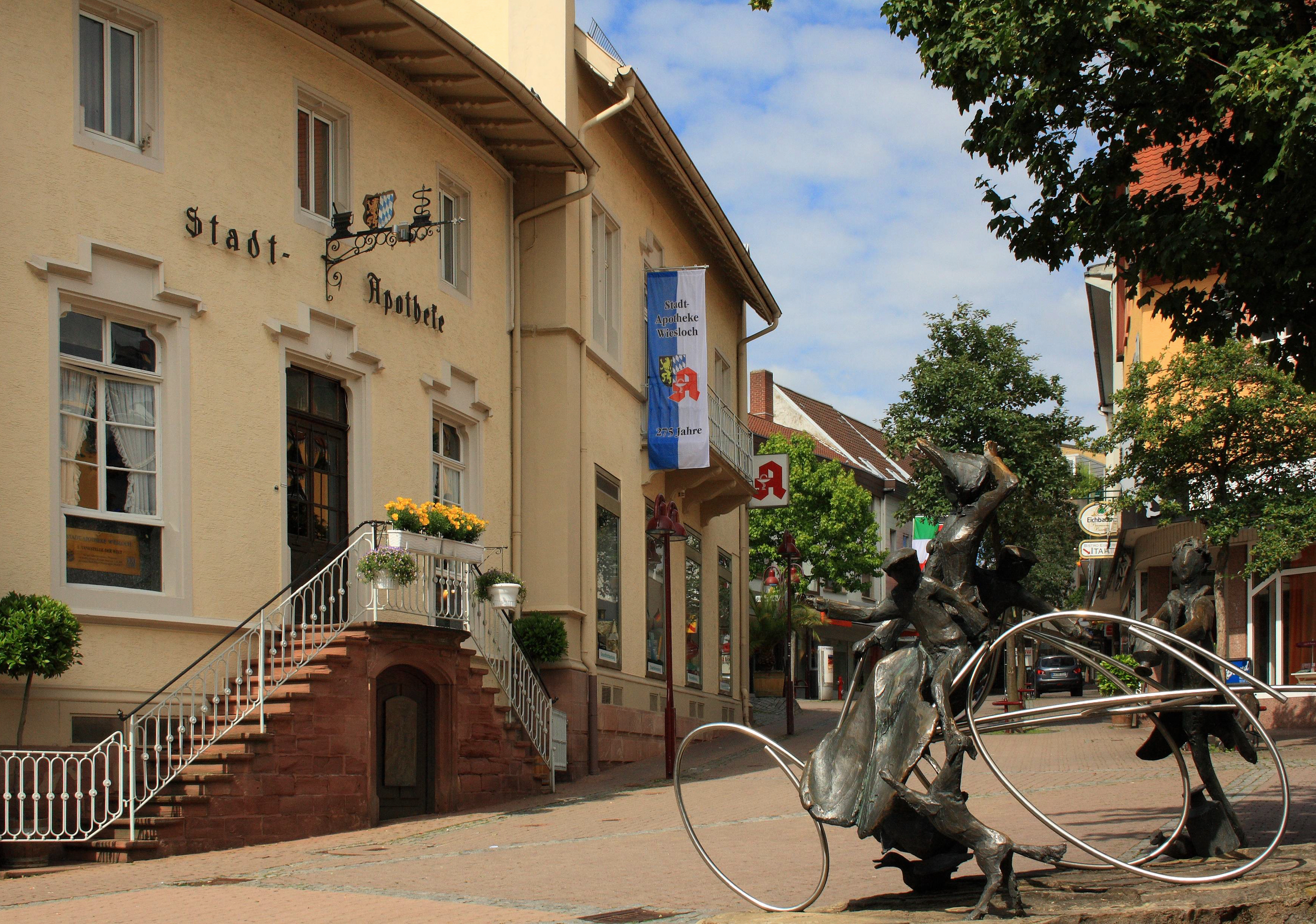
Hauptstraße in Wiesloch mit Stadt-Apotheke und Bertha-Benz-Denkmal

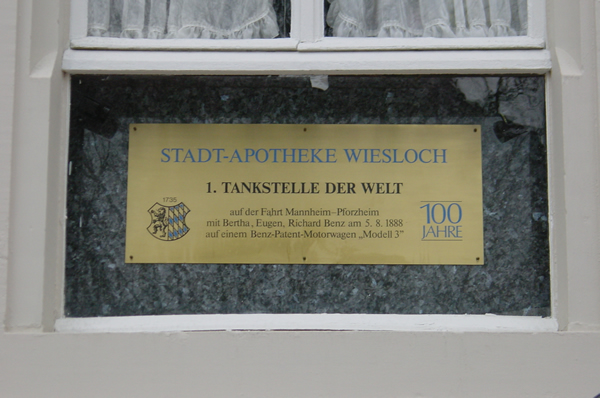
Erinnerungstafel an der Stadt-Apotheke

Die Stadt-Apotheke in Wiesloch im Rhein-Neckar-Kreis im nördlichen Baden-Württemberg geht auf das 18. Jahrhundert zurück. Erste überregionale Bedeutung erlangte der Apotheker Johann Philipp Bronner (1792–1864), der die Apotheke ab 1816 führte. Er galt als bedeutender Pionier des Weinbaus in Baden und ließ das heutige Gebäude 1858 errichten. Die Stadt-Apotheke wurde im August 1888 als „erste Tankstelle der Welt“ durch Bertha Benz genutzt.

## Geschichte
Eine Apotheke bestand in Wiesloch schon vor 1711. In jenem Jahr  eröffnete ein aus Eberbach stammender Apotheker eine zweite Apotheke im Ort, die schon im selben Jahr wieder geschlossen wurde. In den nachfolgenden Jahren ging dann auch die ältere Apotheke ein, da sich der Apotheker Gerhard Hoffmann mehr um seine Feldgüter und sonstige Angelegenheiten als um die Apotheke kümmerte. 1731 bewarben sich die Apotheker Chevallier und Wolff um die Nachfolge. Wolff kam zum Zug, verstarb jedoch bald darauf. Im Juni 1735 gewährte man dem aus Frankenthal stammenden Chevallier das Apothekenprivileg. Zu diesem Zeitpunkt hatte Wolffs Schwiegervater die Apotheke bereits an den Heidelberger Apotheker Thollaeus verkauft, so dass letztlich dieser im August 1735 die Betriebserlaubnis erhielt. Nach Thollaeus folgten zwei Generationen der Apothekerfamilie Maerklin und auf diese 1816 der Schwiegersohn des jüngeren Maerklin, Johann Philipp Bronner aus Neckargemünd. Bronner widmete sich dem Studium pharmaziebezogener Naturwissenschaften, legte umfangreiche naturwissenschaftliche Sammlungen an und hat sich besonders um die Förderung des Weinbaus verdient gemacht.
Als Bronner die Wieslocher Apotheke übernahm, befand sie sich noch im Gebäude an der Ecke Kirch-/Pfarrgasse. Er verlegte den Sitz zunächst in ein Gebäude an der Ecke Hauptstraße/Pfarrgasse und danach in das Gebäude Hauptstraße 91. Im Jahr 1858 ließ Bronner das heutige Gebäude an der Hauptstraße 96 errichten, wo ihm sein Sohn Georg Philipp Bronner als Apotheker nachfolgte. 1868 war Jacob Moos Apotheker, 1877 trat Willi Ockel die Nachfolge an.
Zum Jahresende 2023 hat die Apotheke den Geschäftsbetrieb eingestellt.

## Erste „Tankstelle“ der Welt
Anfang August 1888 fuhr Bertha Benz, die Ehefrau des badischen Automobilerfinders Carl Benz, zusammen mit ihren 13 und 15 Jahre alten Söhnen mit ihrem Fahrzeug, dem Benz Patent-Motorwagen Nummer 3, von Mannheim nach Pforzheim. Auf dieser ersten Fernfahrt der Automobilgeschichte ging den drei Automobilisten südlich von Heidelberg der Kraftstoff aus. Das von dem Fahrzeug benötigte Leichtbenzin Ligroin, das damals als Reinigungsmittel angeboten wurde, erwarben sie in der Stadt-Apotheke bei Apotheker Ockel. Die Stadt-Apotheke wurde dadurch zur ersten Tankstelle der Welt, ihr Apotheker Ockel zum ersten Tankwart.
Die Apotheke wurde später vielfach zum Ziel von Veteranen-Rallyes, bei denen oftmals die historische Tankszene nachgestellt wurde. Bei der Apotheke wurde ein von Pit Elsasser gestaltetes Denkmal aufgestellt. Seit 2008 folgt die Bertha Benz Memorial Route der historischen Wegstrecke von Bertha Benz. Angefahren kann die Apotheke jedoch nicht mehr werden, da die Wieslocher Hauptstraße seit längerem zur Fußgängerzone umgestaltet wurde.